# Amellus
Amellus L. é um género botânico pertencente à família Asteraceae.

## Espécies
- Amellus lychnitis
- Amellus microglossus
- Amellus villosa
- «Lista completa»